# Завод суперфосфату в Понтеведра
Завод суперфосфату в Понтеведра — колишній виробничий майданчик на північному заході Іспанії, дещо північніше від міста Понтеведра в парохії Кампаньо (Campañó).
Проєкт реалізувала компанія Sociedad Productos Químicos Ibéricos (Proquiber), що належала на паритетних засадах великим виробникам добрив SA Cros (станом на 1930-ті роки мала більш як десяток суперфосфатних заводів по всій країні, частину з яких потім передала Proquiber) та Unión Española de Explosivos (UEE, вела походження від заснованого Альфредом Нобелем заводу вибухівки у Більбао, а в 1970-му внаслідок злиття перетворилась на Explosivos Rio Tinto). Будівельні роботи стартували в 1951-му, а введення майданчика в експлуатацію припало на 1954 рік.
Майданчик виробляв суперфосфат з імпортованих фосфоритів, які піддавали розкладенню сульфатною кислотою. Останню завод продукував сам шляхом спалювання піритів, які доправляли з південної іспанської провінції Уельва.
У 1956 та 1957 роках завод виробив 32 та 43 тисячі тонн суперфосфату відповідно. Також можливо зустріти відомості, що його річна потужність становила від 40 до 50 тисяч тонн на рік.
Підприємство припинило роботу не пізніше 1976-го, коли його майданчик потрапив під контроль компанії Complejo Industrial de Campañó Sociedad Anónima (CICASA), що перетворила його на логістичний.